# Blur Studio
Blur Studio est une société américaine de production d'effets spéciaux, d'animation et de design. Elle crée des animations en trois dimensions de personnage, et des motion designs pour des films de cinéma et de télévision, des cinématiques vidéoludiques, des bandes-annonces, des publicités ou des attractions. La société se situe à Culver City en Californie.

## Productions

### Effets spéciaux
- 1996 : The Real Adventures of Jonny Quest
- 1996 : Destination inconnue
- 1997 : Le Visiteur
- 1998 : 1001 Nights
- 1998 : Un cri dans l'océan
- 1999 : South Park, le film
- 2000 : For the Cause
- 2001 : Soulkeeper
- 2001 : Return to Castle Wolfenstein
- 2002 : The Mask 3D
- 2002 : Frank McKlusky, C.I.
- 2005 : La Légende de Zorro
- 2005 : Shadow the Hedgehog
- 2006 : Marvel: Ultimate Alliance
- 2006 : Sonic the Hedgehog
- 2006 : Rocky Balboa
- 2006 : Mr. Fix It
- 2008 : This Is the Zodiac Speaking
- 2009 : Avatar
- 2010 : Scott Pilgrim
- 2011 : Lovely Molly
- 2012 : Battleship
- 2013 : Man of Steel
- 2013 : Thor : Le Monde des ténèbres
- 2014 : The Amazing Spider-Man : Le Destin d'un héros
- 2014 : Tales from the Crypt
- 2015 : Avengers : L'Ère d'Ultron
- 2016 : Deadpool
- 2020 : Sonic, le film
- 2022 : Sonic 2, le film de Jeff Fowler

### Cinématiques et animations
- 2000 : Star Trek: Armada
- 2001 : Dirty Harry
- 2004 : Miss Swan
- 2004 : Spider-Man 2
- 2004 : Mickey's Twice Upon a Christmas
- 2005 : X-Men Legends II : L'Avènement d'Apocalypse
- 2005 : Æon Flux
- 2006 : Titan Quest
- 2006 : Last Rites
- 2007 : Transformers: The Game
- 2009 : L'Élite de Brooklyn
- 2011 : Jessie
- 2011 : Millénium : Les Hommes qui n'aimaient pas les femmes
- 2013 : Bates Motel
- 2013 : Man of Steel
- 2014 : Halo 2 : Anniversary
- 2016 : Deadpool
- 2019 : Love, Death & Robots
- 2020 : League of Legends
- 2020 : Valorant
- 2021:  Warframe
- 2022 : Love, Death & Robots

### Production
- 2002 : Aunt Luisa
- 2003 : Rockfish
- 2004 : Stargate SG-3000
- 2004 : SpongeBob SquarePants 4-D Ride
- 2004 : In the Rough
- 2004 : Gopher Broke
- 2006 : A Gentlemen's Duel
- 2008 : The Simpsons Ride
- 2008 : Niagara's Fury
- 2009 : Halo Wars
- 2012 : Intel Ultrabook: House of the Flying Laptops
- 2015 : One World Observatory: Sky Pod Experience
- 2017 : Halo Wars 2
- 2018 : Sonic the Hedgehog